# Doły (Nasiechowice)
Doły – część wsi Nasiechowice w Polsce położona w województwie małopolskim, w powiecie miechowskim, w gminie Miechów.
W latach 1975–1998 Doły należały administracyjnie do województwa kieleckiego, sąsiadując z województwem krakowskim.